# Kościół Przemienienia Pańskiego w Grodzisku Mazowieckim
Kościół Przemienienia Pańskiego – kościół parafii rzymskokatolickiej Przemienienia Pańskiego w Grodzisku Mazowieckim.

## Historia
17 lipca 1981 z inicjatywy proboszcza parafii Św. Anny w Grodzisku Mazowieckim ks. Lucjana Rutkowskiego powstał komitet budowy kościoła w dzielnicy Łąki. Ze względu na niemożność uzyskania zezwolenia na budowę kościoła postanowiono budować ośrodek katechetyczny. 5 października 1982 uzyskano zezwolenie na budowę i 5 kwietnia 1983 rozpoczęto prace budowlane. 13 czerwca 1983 biskup Władysław Miziołek poświęcił kamień węgielny pod budowę kaplicy, która została poświęcona 13 listopada 1983 przez biskupa Jerzego Modzelewskiego i obecnie stanowi nawę boczną kościoła. 31 maja 2003 prymas Józef Glemp dokonał konsekracji świątyni.